# Guido da Verona
Guido da Verona, pseudonimo di Guido Abramo Verona (Saliceto Panaro, 7 settembre 1881 – Milano, 4 aprile 1939), è stato un poeta e scrittore italiano.

## Biografia
Guido Verona nacque primogenito in una famiglia ebraica emiliana di proprietari terrieri, figlio di Pio Verona ed Elvira Terni, nonché fratello di Alberto e Piero. La famiglia si trasferì in seguito a Milano. Suo padre morì nel maggio 1889; in seguito sua madre si risposò e diede alla luce la sorellastra Selene Fochessati. Guido nell'aggiungere un da al suo cognome anagrafico riprese la versione medievale e rinascimentale dei cognomi ebraici, imitato dal suo secondo fratello, che divenne uno scultore noto come Piero da Verona.
Fu un ammiratore di Gabriele D'Annunzio.
Esordì come poeta nel 1901 con la raccolta Commemorazione del fatto d'arme di Brichetto a cui seguirono I frammenti d'un poema dell'anno seguente e Bianco amore del 1907.
Se come autore di versi non fu tanto significativo, acquisì grande popolarità nel 1911 con il suo primo romanzo Colei che non si deve amare, capostipite del romanzo d'appendice e della letteratura erotica.
Fu lo scrittore di maggior successo commerciale degli anni venti.
Il romanzo  Mimì Bluette fiore del mio giardino, raggiunse nel 1922 le 300 000 copie, una tiratura impressionante in un'Italia dove l'analfabetismo caratterizzava la maggior parte della popolazione. Seguirono Sciogli la treccia, Maria Maddalena (1920) e molti altri romanzi, tutti coronati da ampio successo di pubblico. Venne definito dalla penna polemica del giornalista e letterato Adriano Tilgher il «D'Annunzio delle dattilografe e delle manicure».
Guido da Verona, dietro lo stile leggero dell'arguto scrittore alla moda che così bene sapeva interpretare le fantasie abbastanza snob e vagamente erotiche della borghesia del suo tempo, nascondeva e teneva alto il senso del proprio diritto umano alla libertà di pensiero. Era inoltre presente nella sua opera un'ambigua contaminazione di erotismo estetizzante, di sentimentalismo e una particolare predilezione per l'esotico che lo portò ad ambientare le sue storie in luoghi magici e lontani (Marocco, Iran, ecc.).
Firmatario del Manifesto degli intellettuali fascisti nel 1925, nel 1926 acquistò ad Intimiano il "Castello di Ariberto", andandovi a risiedere assieme alla compagna, una cantante russa separata di nome Elena Bulavinzeva.
Nel 1929 pubblicò una parodia dei Promessi Sposi; da Verona considerava Alessandro Manzoni un letterato paternalista e dannoso, pertanto tolse dal romanzo tutti gli elementi da lui considerati manieristici e futili e li sostituì con passaggi erotici e anche politici: la satira contro il fascismo, seppur mai esplicita, fu ben percepita dai lettori del tempo.
Diventato per questo motivo un intellettuale inviso al regime ed emarginato dopo l'approvazione delle leggi razziali, si è detto che abbia deciso di suicidarsi, ma Enzo Magrì  afferma che lo scrittore  morì in realtà per l'aggravarsi di un'angina pectoris il 4 aprile del 1939. Venne sepolto al cimitero di Intimiano. La sua eredità venne divisa in due parti, una destinata all'anziana madre e l'altra a suo fratello Piero e alla sua sorellastra Selene, i quali però decisero di cederla alla compagna Elena, la quale lasciò loro le carte del defunto autore. Il fratello Piero da Verona morì però lo stesso anno, ad ottobre.
Dal suo romanzo Mimi Bluette fiore del mio giardino è tratto il film omonimo diretto da Carlo Di Palma nel 1975 ed interpretato da Monica Vitti. Nella recensione di tale pellicola, Morando Morandini lo definì un «dannunziano di serie B».
Nel 1952 Ferruccio Cerio, da un altro suo romanzo, aveva tratto il film La donna che inventò l'amore.

## Opere
- Commemorazione del fatto d'arme di Brichetto, Milano, Cogliati, 1901.
- I frammenti d'un poema. (Poema della lontananza); Canto civile. (Le giornate di Milano, 6-10 maggio 1898), Milano, Sandron, 1902.
- Immortaliamo la vita!, Milano, Libreria Editrice Nazionale, 1904.
- Bianco amore, Milano, Edizioni di poesia, 1907.
- L'amore che torna, Milano, Baldini, Castoldi e C., 1908.
- Con tutte le vele, Milano, Baldini, Castoldi e C., 1910.
- Colei che non si deve amare, Milano, Baldini & Castoldi, 1911.
- La vita comincia domani, Milano, Baldini & Castoldi, 1913.
- Il cavaliere dello Spirito Santo. Storia d'una giornata, Milano, Baldini & Castoldi, 1914.
- La donna che inventò l'amore, Milano, Baldini & Castoldi, 1915.
- Mimì Bluette fiore del mio giardino, Milano, Baldini & Castoldi, 1916.
- Il libro del mio sogno errante, Milano, Baldini & Castoldi, 1919.
- Sciogli la treccia, Maria Maddalena, Firenze, Bemporad, 1920.
- La mia vita in un raggio di sole, Firenze, Bemporad, 1922.
- Una rosa, Firenze, Bemporad, 1923.
- Yvelise, Milano, Bottega di poesia, 1923.
- Lettera d'amore alle sartine d'Italia, Milano, Bottega di poesia, 1924.
- L'inferno degli uomini vivi, Firenze, Bemporad, 1926.
- Cléo, robes et manteaux. Romanzo-pochade, Firenze, Bemporad, 1926.
- Mata Hari. La danza davanti alla ghigliottina, Milano, Modernissima, 1926.
- Azyadèh la donna pallida, Milano, Modernissima, 1927.
- Un'avventura d'amore a Teheran, Firenze, Bemporad, 1928.
- I promessi sposi, con Alessandro Manzoni, Milano, Unitas, 1930.
- L'assassinio dell'albero antico, Milano, Corbaccio, 1931.
- La canzone di sempre e di mai, Milano, Corbaccio, 1931.
- La canzone di ieri e di domani, Milano, Corbaccio, 1932.
- Il pazzo di Candalaòr, Milano, SEL, 1932.
- Sarah dagli occhi di smeraldo, Milano, SEL, 1932.
- Viaggio alla Mecca, Milano, SEL, 1932.
- Il trattato delle possibilità impossibili con l'arte di vincere al giuoco, Milano, Ediz. Libere, 1934.
- Patire fino alla sete, Cosenza, Pellegrini, 2004. ISBN 88-8101-212-X.